# Ronald Zubar
Ronald Zubar (* 20. září 1985 Les Abymes, Guadeloupe) je francouzský fotbalový obránce původem z Guadeloupe, od roku 2011 působí ve francouzském klubu AC Ajaccio. Je bývalým mládežnickým reprezentantem Francie.
Jeho mladší bratr Stéphane Zubar je také fotbalistou.

## Klubová kariéra
Profesionální kariéru zahájil Zubar ve francouzském klubu SM Caen, kde hrával dříve v mládežnických týmech. Následoval přestup do Olympique de Marseille. V letech 2009–2013 působil v anglickém Wolverhampton Wanderers. V roce 2013 odešel zpět do Francie do AC Ajaccio.

## Reprezentační kariéra

### Francie
Reprezentoval Francii v mládežnických výběrech od kategorie do 16 let.